# Финансовый университет при Правительстве Российской Федерации
Финансовый университет при Правительстве Российской Федерации — высшее учебное заведение в Москве. Основан в 1919 году как Московский финансово-экономический институт (МФЭИ). Университет готовит экономистов, финансистов, менеджеров, юристов по налоговому, гражданскому и финансовому праву. Также выпускает ИТ-специалистов, социологов, философов и политологов.

## История
История Финансового университета началась 31 октября 1918 года, когда был принят декрет СНК РСФСР об организации финансовых отделов при губернских и уездных исполкомах. Положение гласило, что работники финотдела должны обладать специальными знаниями, то есть иметь высшее или специальное экономическое образование. Поэтому 1 марта 1919 г. при Народном комиссариате финансов РСФСР был открыт Московский финансово-экономический институт (МФЭИ), который находился в центре Москвы, на Тверском бульваре, дом 12.
Его первым ректором стал Д. П. Боголепов — выпускник МГУ, заместитель народного комиссариата финансов РСФСР. Первый набор составил 280 человек. МФЭИ являлся первым в России высшим учебным заведением, ставящим своей целью подготовку опытных, образованных сотрудников финансовых учреждений государства рабочих и крестьян. В начале 1920-х годов он был закрыт, затем восстановлен как факультет, а в 1930 году — как самостоятельный институт. В 1931 году начал работу Московский учётно-экономический институт, реорганизованный и переименованный в 1934 году в Московский кредитно-экономический институт (МКЭИ).
В сентябре 1946 года эти два учебных заведения объединили и был образован Московский финансовый институт (МФИ). МФИ начинался с двух тысяч студентов и четырёх факультетов: финансово-экономического, учётно-экономического, кредитно-экономического, международных экономических отношений и открытого чуть позднее, в 1947 году, военного факультета при вузе. Институт должен был решить задачу подготовки квалифицированных экономических кадров для разрушенного войной народного хозяйства.
В 1991 году вуз был преобразован в Государственную финансовую академию, а в 1992 году в соответствии с Указом Президента Российской Федерации — в Финансовую академию при Правительстве Российской Федерации. В 2010 году в соответствии с Постановлением Правительства Российской Федерации Финансовой академии присвоен статус университета.
В 2011 году к университету были присоединены Всероссийский заочный финансово-экономический институт и Московский государственный колледж информатики и электронной техники.
В 2012 году к университету в качестве структурных подразделений были присоединены Государственный университет Министерства финансов Российской Федерации и Всероссийская государственная налоговая академия.
В соответствии с Постановлением Правительства Российской Федерации от 16.01.2014 № 33 ректор ФГБОУ ВО «Финансовый университет при Правительстве Российской Федерации» назначается Правительством Российской Федерации.
23 апреля 2014 года в вузе учреждён конкурс «Лауреат премии ректора Финансового университета».
В 2016 году в Финансовом университете была впервые вручена Премия в области качества жизни 
В марте 2019 года Финансовый университет отпраздновал 100-летие со дня основания. К юбилею вуза Центральным Банком РФ была выпущена серебряная монета номиналом 3 рубля «100-летие Финансового университета», снят документальный фильм «Финансовый университет: время и люди», юбилей широко освещался в СМИ — Российская газета, Капитал страны, ТАСС.
В декабре 2020 года Финансовый университет успешно завершил процедуру государственной аккредитации. Аккредитованы 1310 образовательных программ по 42 направлениям подготовки и специальностям (г. Москва и 27 филиалов).
В 2024 году коллектив Финансового университета был удостоен престижной правительственной награды «За успехи в труде».

## Руководители

### МКЭИ
Директорами (ректорами) вуза были: М. И. Шеронов, К. П. Ширяев, И. О. Вурдов, А. М. Халош, П. П. Маслов, Г. А. Акуленко, П. М. Цветков.

### МФИ — ФА — ФУ
- Первым и. о. директора Московского финансового института с середины ноября 1946 по февраль 1947 года был Д. А. Бутков.
- Следующим директором института в 1947 году стал Н. Н. Ровинский, который руководил им до своей смерти в 1953 году.
- В 1953 году директором МФИ стал В. В. Щербаков, который руководил вузом тоже до своей смерти в 1985 году[5][17].
- С 1985 по 2006 годы ректором вуза была А. Г. Грязнова[5][18].
- С 2006 по 2021 года вуз возглавлял М. А. Эскиндаров[5][19].
- 15 ноября 2021 ректором стал С. Е. Прокофьев[2][20].

## Рейтинги
В 2014—2016 годах агентство «Эксперт РА» присвоило высшему учебному заведению рейтинговый класс «В» означающий «очень высокий» уровень подготовки выпускников; единственным вузом в СНГ получившим в данном рейтинге класс «А» («исключительно высокий уровень») стал МГУ[5].
В 2015 и 2016 году Финансовый университет вошёл в список 200 лучших вузов стран БРИКС.
В 2016 году Финансовый университет получил «три звезды» QS Stars в рейтинге компании QS Quacquarelli Symonds, оценивающей различные стороны учебных заведений и ставшей одним из основных инструментов в принятии решения абитуриентами во всём мире об обучении в том или ином университете.
В рейтинге вузов России, подготовленном порталом «Типичный абитуриент» Финансовый университет занимает:
- 7 место в общем рейтинге,
- 5 место в рейтинге «Социально-экономические вузы».

В рейтинге QS Quacquarelli Symonds 2017 года Финансовый университет занял 351 место по направлению «Экономика и эконометрика» в мире.
В рейтинге самых востребованных у работодателей факультетов крупнейших университетов РФ Финансово-экономический факультет занял 5-ю строчку.
В 2019 году занял 501—550 место в Международном рейтинге «Три миссии университета».
В 2020 году Финансовый университет занял 1 место в международном рейтинге IAAR Eurasian University Ranking 2020, 2 место в рейтинге востребованности вузов в РФ и это же место в рейтинге Зелёных вузов России, 14 место в рейтинге вузов России по версии РАЭКС, 23 место в рейтинге веб-сайтов вузов Webometrics, вошёл в топ вузов-лидеров по положительным отзывам студентов в рейтинге «Российские вузы глазами студентов — 2020» проекта «Типичный абитуриент», 7 место в рейтинге «Top Universities in Moscow» и 16-е в «Top Russian Universities». Согласно рейтингу QS University Rankings by Subject 2020 — 351—400 место в предметной области «Экономика и эконометрика», 401—450 место в предметной области «Бизнес и менеджмент», 451—500 место по направлению «Социальные науки и менеджмент», 6 место в рейтинге экономических вузов России по версии РАЭКС
.
В 2021 году Финансовый университет вошёл в мировой рейтинг THE Impact Rankings 2021 и занял 601—800 место в мире и 19 место в России. Занял 2 место в международном рейтинге IAAR Eurasian University Ranking 2021. Также занял 4 место в рейтинге лучших вузов России по уровню зарплат выпускников по версии SuperJob, 21 место в Национальном рейтинге университетов (НРУ), а также это же место среди 100 лучших вузов России по версии Forbes.
В 2022 году вуз вошёл в Международный рейтинг «Три миссии университета», где занял 501—550 позицию

и 14 место в рейтинге RAEX «100 лучших вузов России».
В 2023 году университет занял 8 строчку среди российских вузов в рейтинге THE Impact Rankings, 10 место в ESG-рейтинге вузов QS Sustainability, 2 место в IAAR Eurasian University Ranking. В 2024 году вошел в топ 1000 лучших вузов мира согласно THE World University Rankings, занял 10 позицию в рейтинге Forbes и 6 место среди российских вузов THE Impact Rankings.
В 2024 году университет занял 12 место в Рейтинге RAEX «100 лучших вузов России».

## Структура университета
В настоящее время образовательно-научная структура Финансового университета включает в себя:
8 факультетов, в состав которых входит: 57 кафедр из них 16 базовых; 8 научных институтов; 13 учебно-научных и научных центров; 18 лабораторий;  Бизнес-инкубатор; Бизнес-школа Финуниверситета (Институт); Высшая школа предпринимательства и Юридическая клиника "Центр правовой поддержки".
Кроме того, имеются учебные и научные подразделения, не входящие в состав факультетов, в том числе: 4 кафедры; Институт открытого образования; 9 научных институтов и центров; 2 колледжа; Лицей; 7 институтов; 2 центра и 4 высшие школы дополнительного образования; Военный учебный центр.
Филиальная сеть насчитывает 27 филиалов, из них 9 филиалов, реализующих программы высшего образования; 8 филиалов, реализующих программы высшего и среднего профессионального образования; 10 филиалов, реализующих программы среднего профессионального образования, в составе филиалов высшего образования 1 факультет и 56 кафедр.
В 2023 году университет занял 16 место в Рейтинге крупнейших университетов России и 47 место в России по количеству иностранных студентов, по данным Мониторинга Министерства науки и высшего образования РФ в университете в 2023 году обучались 24 290 и 1 761 чел соответственно.
| Просмотреть список факультетов, институтов, школ и НИИ внутри Финансового Университета |
| --- |
| Факультеты - Факультет международных экономических отношений - Финансовый факультет - Факультет экономики и бизнеса - Факультет «Высшая школа управления» - Факультет информационных технологий и анализа больших данных - Факультет налогов, аудита и бизнес-анализа - Факультет социальных наук и массовых коммуникаций - Юридический факультет - Подготовительный факультет |
| Институты и школы в составе университета - Высшая школа государственного управления - Институт делового администрирования и бизнеса - Международная школа бизнеса (Институт) - Институт повышения квалификации и профессиональной переподготовки работников - Институт сокращённых программ (второе высшее образование) - Институт повышения квалификации специалистов - Высшая юридическая школа - Институт заочного и открытого образования (в том числе второе высшее образование) |
| Научно-исследовательские институты - Институт финансово-экономических исследований - Институт экономической политики и проблем экономической безопасности - Институт проблем эффективного государства и гражданского общества - Научно-образовательный центр исследования эффективности и результативности управления - Институт проектов развития - Институт промышленной политики и институционального развития - Институт исследований международных экономических отношений - Центр политологических исследований - Научно-консультационный центр кредитных и некредитных финансовых организаций |

### Военный факультет
После окончания Великой Отечественной войны командование Финансового управления Вооружённых Сил СССР, изучив предвоенный опыт подготовки офицерского состава финансовой службы с высшим образованием в структуре военных академий, пришло к выводу о необходимости создания Военного финансового факультета при одном из экономических вузов Москвы. Несмотря на то, что только образованный в 1946 году Московский финансовый институт испытывал большие трудности в размещении студентов и профессорско-преподавательского состава, он ответил согласием на запрос о развёртывании на его базе нового структурного подразделения Военного факультета. 20 сентября 1947 года заместитель Министра Вооружённых Сил СССР Маршал Советского Союза А. М. Василевский и Министр высшего образования СССР С. В. Кафтанов подписали совместный приказ об организации Военного факультета (Военфак) при Московском финансовом институте.
Подготовительную работу ректорат МФИ вёл в тесном контакте с командованием Центрального финансового управления Министерства обороны, которое в то время возглавлял генерал-лейтенант Яков Алексеевич Хотенко. Первым начальником Военного факультета был назначен генерал-майор Сергей Васильевич Спиридонов, возглавлявший факультет по 1949 год. Далее начальниками Военного факультета были:
- 1949—1953 годы — Найдёнов, Николай Александрович,
- 1953—1955 годы — Кришкевич, Василий Семёнович,
- 1955—1969 годы — Рыжков, Иван Николаевич,
- 1969—1974 годы — Бурс, Евгений Александрович[45],
- 1974—1977 годы — Синеокий, Иван Иванович[46],
- 1977 год — Селих, Владимир Яковлевич.

Приказом Министра обороны СССР от 22 февраля 1977 года Военный факультет был преобразован в Военный финансово-экономический факультет при Московском финансовом институте. Затем его ждали последующие преобразования:
- 1991 год — Военный финансово-экономический факультет при Государственной финансовой академии;
- 1993 год — Военный финансово-экономический факультет вошёл в состав Военной академии экономики, финансов и права;
- 1994 год — стал Военным финансово-экономическим факультетом при Финансовой академии при Правительстве России;
- 1998 год — Военный финансово-экономический университет Министерства обороны Российской Федерации, был расформирован в 2006 году в ходе военной реформы.

### Филиалы университета
| Посмотреть список филиалов |
| --- |
| Филиалы ВУЗа - Алтайский филиал - Владимирский филиал - Владикавказский филиал - Калужский филиал - Краснодарский филиал - Курский филиал - Липецкий филиал - Новороссийский филиал - Омский филиал - Пензенский филиал - Санкт-Петербурский филиал - Смоленский филиал - Тульский филиал - Уральский филиал - Уфимский филиал - Ярославский филиал |
| Финансово-экономические колледжи - Благовещенский финансово-экономический колледж - Бузулукский финансово-экономический колледж - Звенигородский финансово-экономический колледж - Канашский финансово-экономический колледж - Красноярский финансово-экономический колледж - Махачкалинский финансово-экономический колледж - Пермский финансово-экономический колледж - Самарский финансово-экономический колледж - Сургутский финансово-экономический колледж - Шадринский финансово-экономический колледж |
| Среднее профессиональное образование - Колледж информатики и программирования - Московский финансовый колледж |

## Выпускники университета
В числе выпускников вуза — многие известные люди страны: государственные деятели, финансисты, предприниматели, учёные, представители культуры и спорта.
- Силуанов, Антон Германович — министр финансов, член Совета безопасности Российской Федерации, доктор экономических наук.
- Прохоров, Михаил Дмитриевич — российский предприниматель, инвестор и политик.
- Усманов, Алишер Бурханович — российский олигарх, предприниматель, миллиардер, основатель USM Holdings.
- Азаров, Дмитрий Игоревич — губернатор Самарской области с 2018 по 2024 год
- Валовая, Татьяна Дмитриевна — генеральный директор штаб-квартиры ООН в Женеве
- Геращенко, Виктор Владимирович — председатель Государственного банка СССР (1989—1991 гг.), Председатель Центрального банка Российской Федерации (1992—1994 гг., 1998—2002 гг.)
- Степашин, Сергей Вадимович — председатель Правительства Российской Федерации (май-август 1999 г.), председатель Счетной палаты Российской Федерации (2000—2013 гг.)
- Фадеев Иван Иванович — министр финансов РСФСР (1949—1973)
- Шахрай, Сергей Михайлович — руководитель аппарата Счетной палаты Российской Федерации (2004—2013 гг.)
- Летучая-Анашенкова, Елена Александровна — тележурналист, телеведущая, телепродюсер
- Газманов, Родион Олегович — певец и актер
- Ивакова, Мария Игоревна — телеведущая, актриса, модель и др.

## Нумизматика

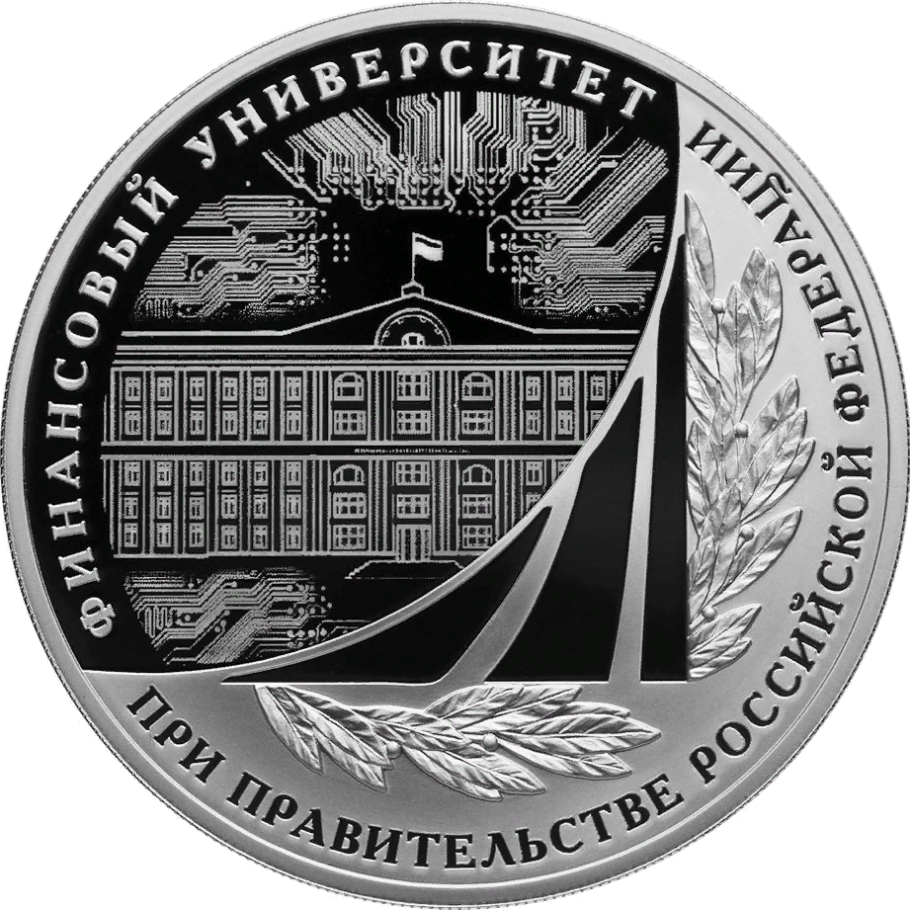
3 рубля 2019 г., серебро

1 февраля 2019 года Банк России выпустил в обращение памятную серебряную монету номиналом 3 рубля «100-летие Финансового университета».